# Sertularia similis
Sertularia similis är en nässeldjursart som beskrevs av Clark 1876. Sertularia similis ingår i släktet Sertularia och familjen Sertulariidae. Inga underarter finns listade i Catalogue of Life.